# Abel Camará
Abel Issa Camará, né le 6 janvier 1990 à Bissau, est un footballeur international bissaoguinéen. Pouvant évoluer au poste d'avant-centre ou d'ailier, il joue actuellement pour l'Arema FC.

## Biographie

### En équipe nationale
Abel Camará obtient sa première sélection avec l'équipe de Guinée-Bissau lors d'un match amical face au Cap-Vert, le 16 novembre 2010 (défaite 2-1).
Cependant, de 2011 à 2012, il joue 10 matchs et marque 3 buts avec les espoirs portugais, dont trois rencontres comptant pour les éliminatoires du Championnat d'Europe espoirs 2013 (un but marqué le 10 novembre 2011 face à la Moldavie, victoire 5-0). 
Le 19 décembre 2016, il est convoqué par Baciro Candé, sélectionneur des bissau-guinéens, dans une liste préliminaire de 35 joueurs en vue de la Coupe d'Afrique des nations 2017.

## Statistiques
Le tableau ci-dessous récapitule les statistiques d'Abel Camará lors de sa carrière en club :
| Saison                | Club                         | Championnat           | Championnat | Championnat | Coupe(s) nationale(s) | Coupe(s) nationale(s) | Compétition(s) continentale(s) | Compétition(s) continentale(s) | Compétition(s) continentale(s) | Total | Total |
| Saison                | Club                         | Division              | M.          | B.          | M.                    | B.                    | Comp.                          | M.                             | B.                             | M.    | B.    |
| 2009-2010             | CF Estrela da Amadora (prêt) | 3                     | 28          | 6           | 1                     | 0                     | -                              | -                              | -                              | 29    | 6     |
| 2010-2011             | CF Os Belenenses             | 2                     | 23          | 4           | 5                     | 1                     | -                              | -                              | -                              | 28    | 5     |
| 2011-2012             | CF Os Belenenses             | 2                     | 15          | 4           | 8                     | 2                     | -                              | -                              | -                              | 23    | 6     |
| 2011-2012             | SC Beira-Mar                 | 1                     | 9           | 0           | -                     | -                     | -                              | -                              | -                              | 9     | 0     |
| 2012-2013             | SC Beira-Mar                 | 1                     | 21          | 5           | 7                     | 0                     | -                              | -                              | -                              | 28    | 5     |
| 2013-2014             | FC Petrolul Ploiești (prêt)  | 1                     | 16          | 1           | 4                     | 0                     | C3                             | 4                              | 0                              | 24    | 1     |
| 2014-2015             | CF Os Belenenses             | 1                     | 25          | 1           | 9                     | 5                     | -                              | -                              | -                              | 34    | 6     |
| 2015-2016             | CF Os Belenenses             | 1                     | 4           | 0           | -                     | -                     | C3                             | 4                              | 0                              | 8     | 0     |
| 2015-2016             | Al Faisaly (prêt)            | 1                     | 20          | 3           | 1                     | 0                     | -                              | -                              | -                              | 21    | 3     |
| 2016-2017             | CF Os Belenenses             | 1                     | 14          | 3           | 2                     | 0                     | -                              | -                              | -                              | 16    | 3     |
| Total sur la carrière | Total sur la carrière        | Total sur la carrière | 175         | 27          | 37                    | 8                     | -                              | 8                              | 0                              | 220   | 35    |